# Hoe and Worthing
Hoe and Worthing är en civil parish i Breckland, Storbritannien. Den ligger i grevskapet Norfolk och riksdelen England, i den sydöstra delen av landet, 150 km nordost om huvudstaden London. Det inkluderar Hoe och Worthing. Civil parish hade 241 invånare år 2011.